# Chusquea
Chusquea, vulgarmente chamada criciúma, é um género botânico pertencente à família Poaceae, subfamília Bambusoideae, tribo Bambuseae.
O gênero apresenta aproximadamente 180 espécies. Ocorrem na América do Norte e América do Sul.

## Sinônimos
- Coliquea Bibra (SUI)
- Dendragrostis B.D.Jacks. (SUI)
- Mustelia Steud. (SUS)

## Principais espécies
- Chusquea anclytroides Rupr.
- Chusquea bahiana] L. G. Clark
- Chusquea bilimekii E. Fourn.
- Chusquea caparaoensis L. G. Clark
- Chusquea carinata E. Fourn.
- Chusquea circinata Soderstr. et C. E. Calderon
- Chusquea culeou
- Chusquea cumingii Nees
- Chusquea delicatula Hitchc.
- Chusquea erecta L. G. Clark
- Chusquea exasperata L. G. Clark
- Chusquea glauca L. G. Clark
- Chusquea longifolia Swallen
- Chusquea longipendula Kuntze
- Chusquea maclurei L. G. Clark
- Chusquea maculata L. G. Clark
- Chusquea meyeriana Rupr.
- Chusquea mulleri Munro
- Chusquea patens L. G. Clark
- Chusquea perotensis L. G. Clark, Cortes & Cházaro
- Chusquea pohlii L. G. Clark
- Chusquea quila
- Chusquea sneidernii Aspl.
- Chusquea spencei Ernst
- Chusquea subulata L. G. Clark
- Chusquea talamancensis Y. Widmer et L. G. Clark
- Chusquea tomentosa] Y. Widmer et L. G. Clark
- «PPP-Index Lista completa»